# Jardin des Faïenciers
Le jardin des Faïenciers de Sarreguemines a été créé en 2009 sur le site d’une ancienne faïencerie devenue musée. Il fait partie du réseau transfrontalier Jardins sans Limites qui s'étend en Moselle, Sarre et au Luxembourg.

## Histoire et description

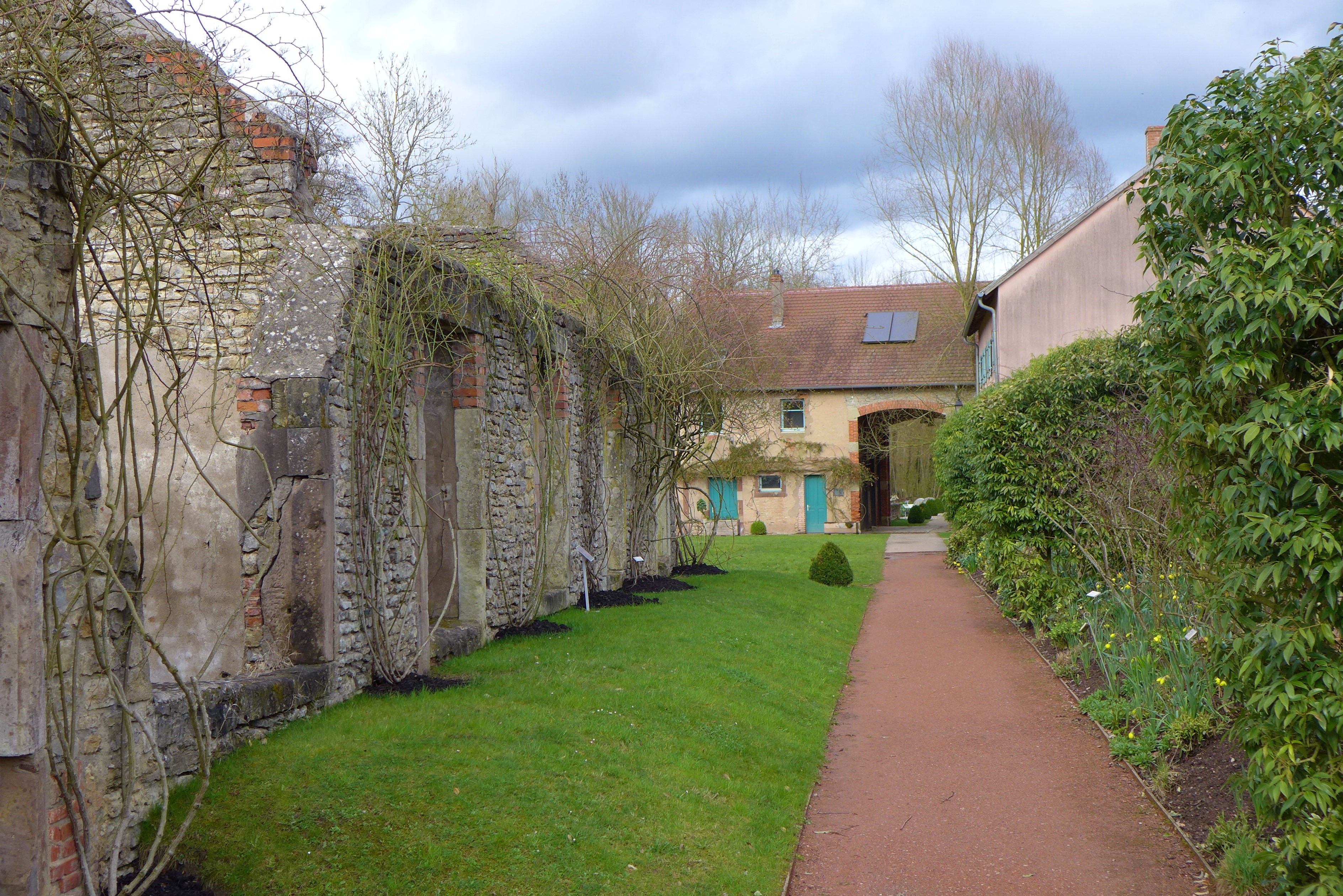
Moulin de la Blies, Jardin des Faïenciers
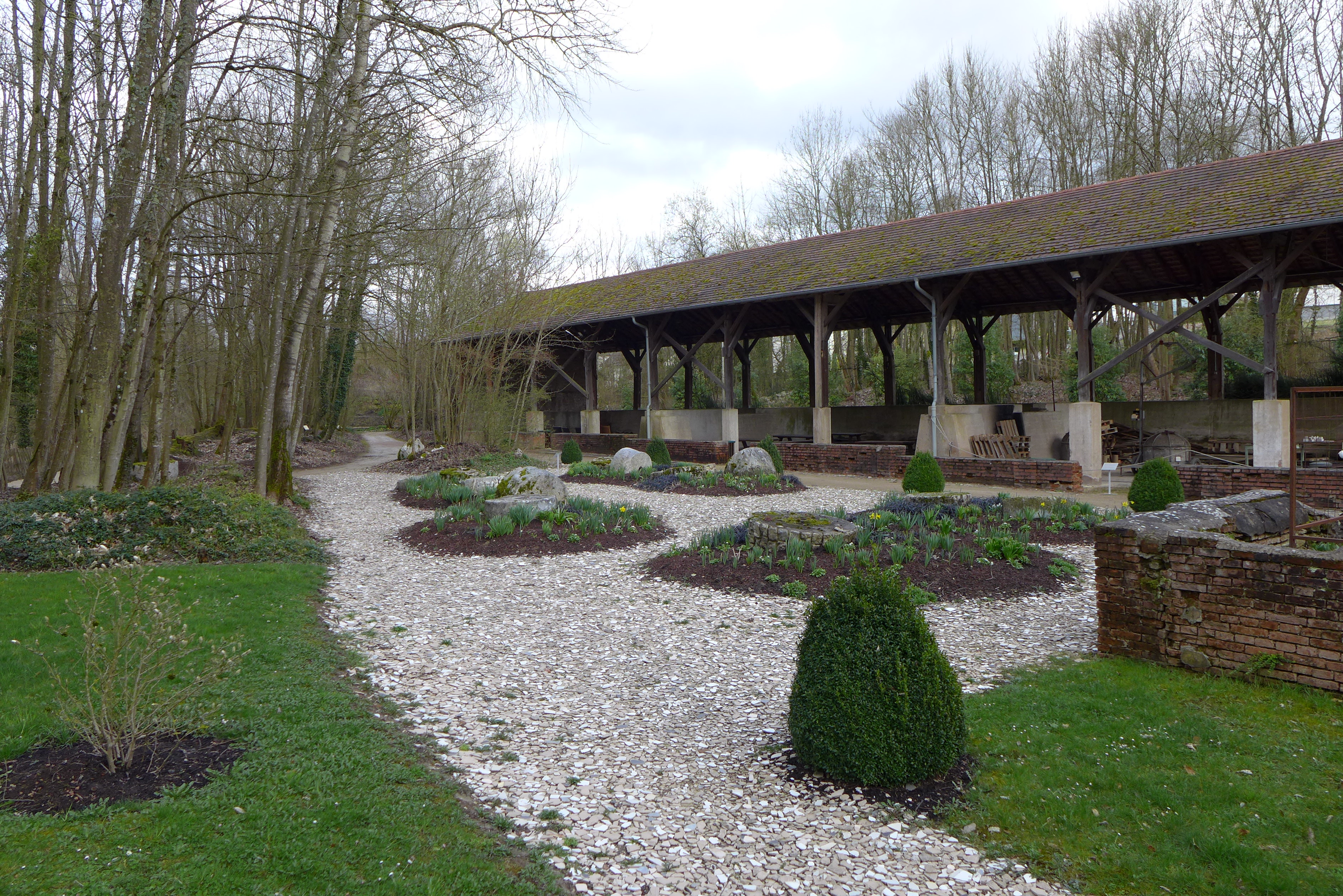
Moulin de la Blies, Jardin des Faïenciers
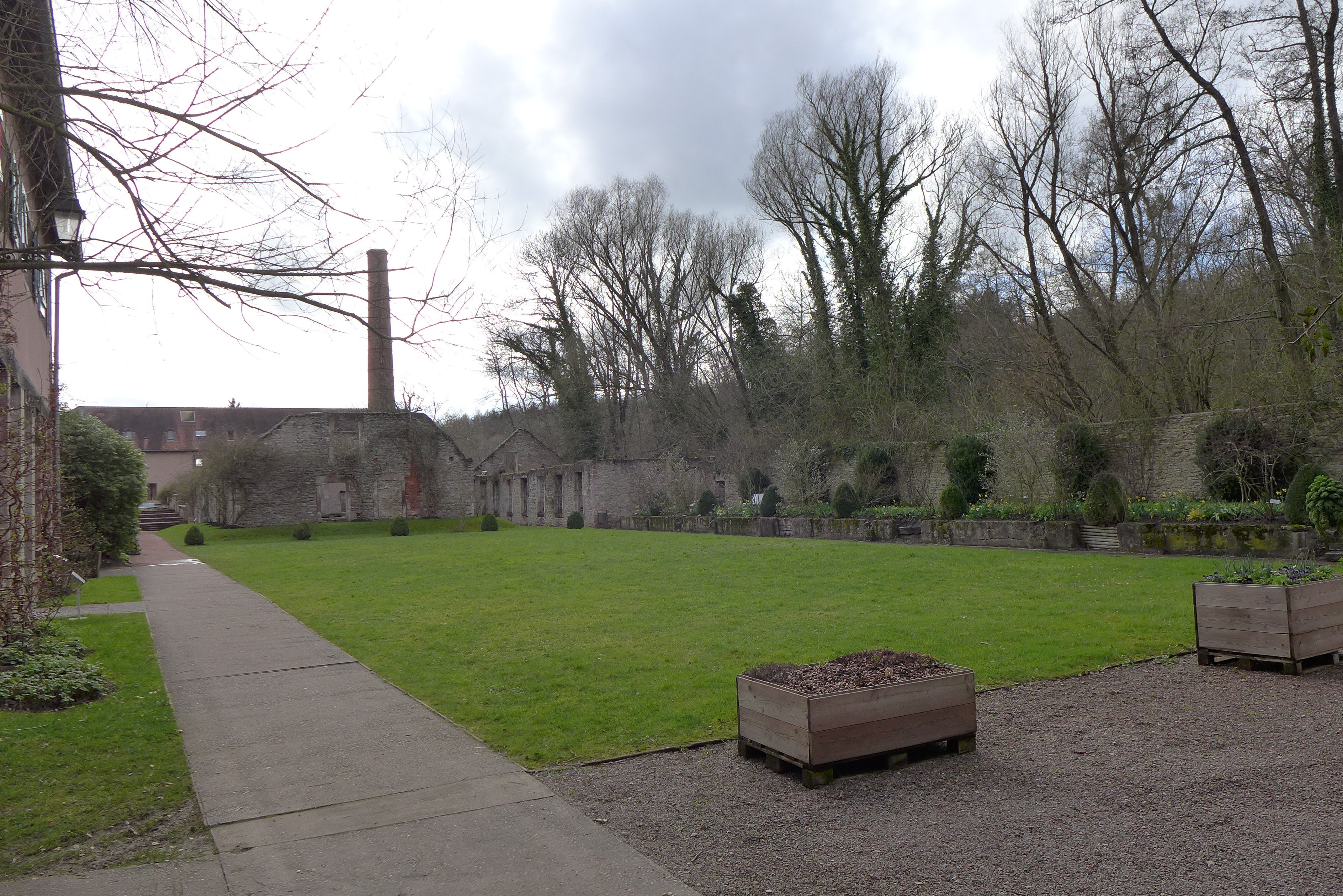
Moulin de la Blies, Jardin des Faïenciers
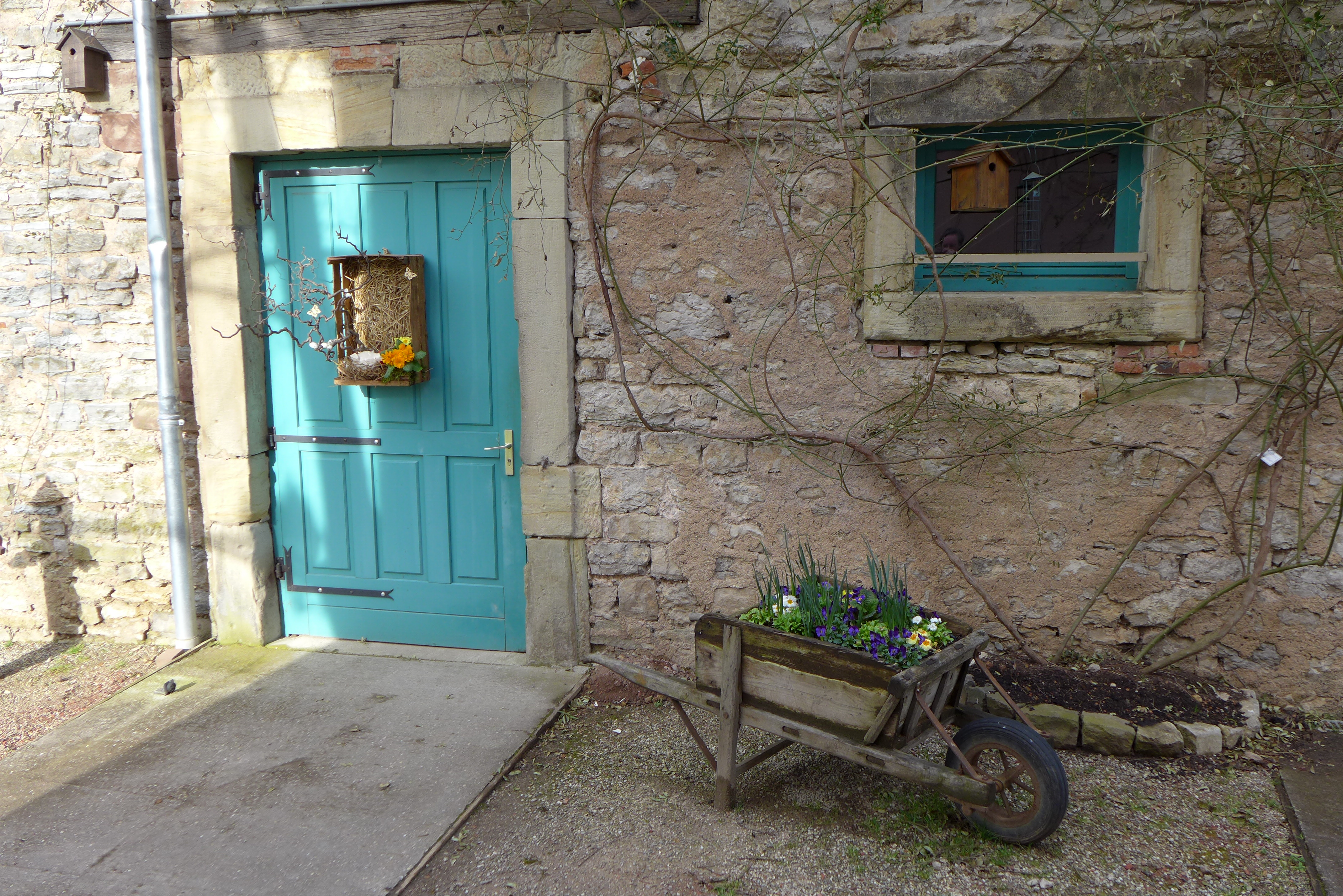
Moulin de la Blies, Jardin des Faïenciers

Depuis la cessation d’activité de l’usine de faïence de Sarreguemines, la nature avait repris ses droits sur les ruines constituant un vastes terrain en friche. Cependant, la Ville a décidé de faire de ce lieu historique un site ouvert aux visiteurs. 
Créé par Philippe Niez, ce jardin est à la fois marqué par l’histoire industrielle qu’il met en valeur de façon subtile et par la volonté d’étonner, de créer du dépaysement, notamment grâce à des effets de plantes inattendus. Il se décline en 7 jardins qui ont chacun leur univers propre et qui, tous les ans, seront complétés par une scénographie éphémère. À découvrir notamment : le Labyrinthe des Ruines, le théâtre de verdure, la terrasse de pivoines, le jardin des grands feuillages ou encore la pergola de glycines japonaises…
Le jardin s'est vu attribuer le Label Jardin remarquable.